# 高橋智也

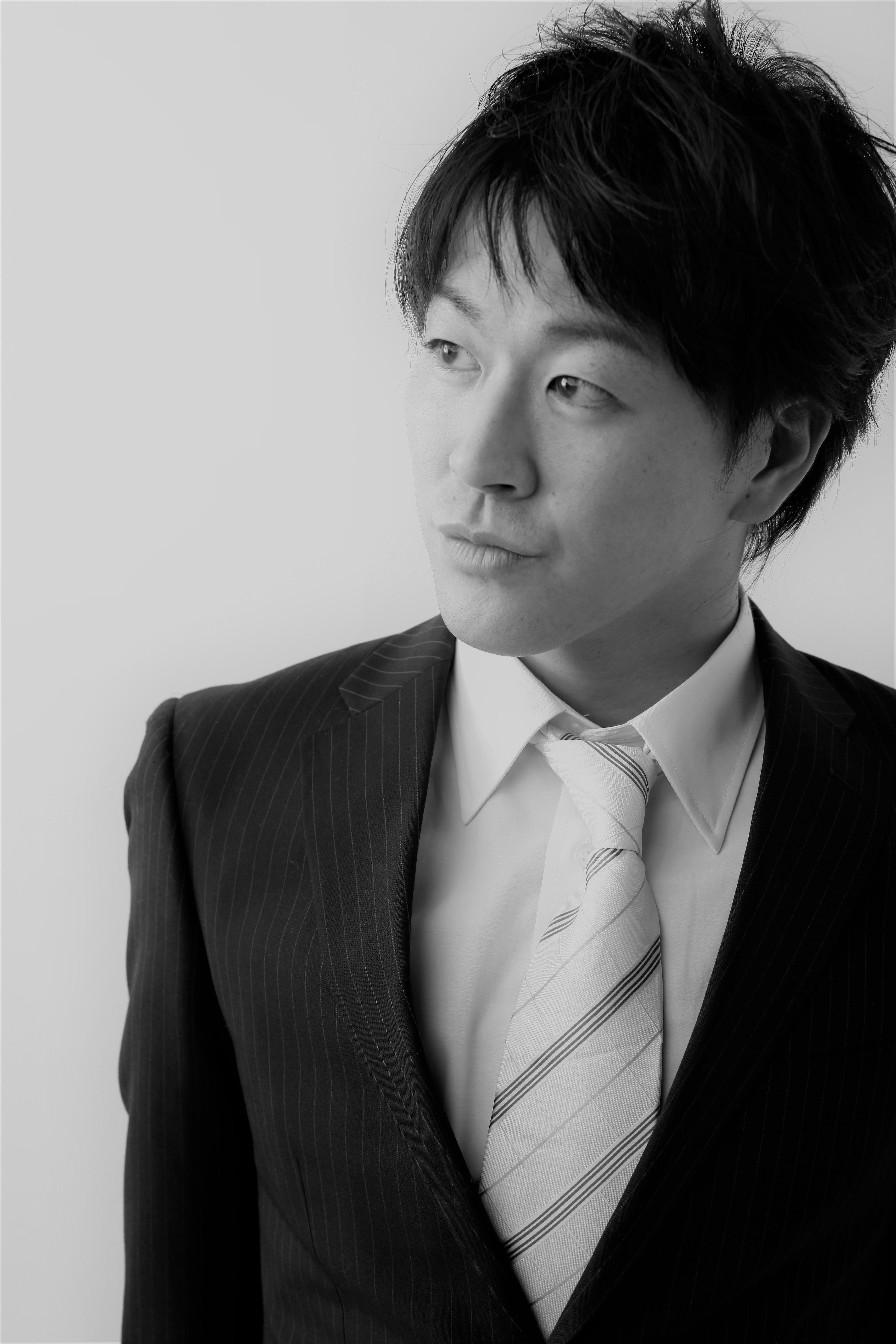

高橋 智也（たかはし ともや、1985年3月12日 - ）は、日本の脚本家、演出家。秋田県出身。

## 来歴
秋田演劇鑑賞会。慶應義塾大学演劇研究会。現在は劇団東俳で舞台演劇の脚本・演出・振付・舞台監督を担当。また演技講師・ダンス講師として活動している。

## 演出・受賞歴
- みなみおおつか演劇祭参加作品『バスターミナル』（作・演出）
- 第26回池袋演劇祭 豊島区長賞 『バスストップ』（作・演出）
- 第27回池袋演劇祭 招待作品、CM大会優秀賞 『空白』（作・演出）
- 南大塚演劇市参加作品『マインド・コントローラー』（作・演出)
- 『ハルナに浮かぶ月』（作・演出）
- 第28回池袋演劇祭 CM大会最優秀賞 『まなざし』（作・演出）
- 第29回池袋演劇祭 CM大会最優秀賞、豊島区長賞 『微笑わぬ彼女』（作・演出）
- 『王子と乞食』（脚色・演出・振付）
- 南大塚演劇市参加作品『この町の住人と地域密着型の泥棒』（作・演出）
- 『アイアン・ドール～抗体を持たない”彼”の物語～』（作・演出）
- 第31回池袋演劇祭 CM大会優秀賞 『ラフラッパ!!』（作・演出）
- 劇・若竹 旗揚げ公演『さよなら、ナオキ。』（作・演出）出演：関修人、三小田芳樹、他［2020年12月］
- 『ピノッキオ』（演出・振付）出演：村山輝星、猪股怜生、他［2021年6月］
- 第33回池袋演劇祭 舞台芸術振興会賞、CM大会賞 劇・若竹 第2回公演『風に任せて』（作・演出） 出演：大島晴奈、倉持聖菜、中島明子、新川優愛、村山輝星、他［2021年9月］
- 南大塚演劇的な一日参加作品『ピノッキオ』（演出・振付）出演：村山輝星、齋藤さくら、他［2022年1月］
- 第34回池袋演劇祭 大賞 劇・若竹 第3回公演『激流ノ果テ』（作・演出） 出演：深沢優希、中島明子、関修人、史歩、他］［2022年9月］
- 『遺された店にて』（作・演出）［2022年12月］
- 『東子の足跡』（作・演出・振付）［2023年3月］
- 第35回池袋演劇祭 としまテレビ賞『土がくれたほほえみ』（演出助手）演出：池谷雅生　［2023年9月］
- 第35回池袋演劇祭　大賞受賞公演 劇・若竹 第4回公演『激流ノ果テ　ー再演ー』（作・演出）［2023年9月］
- 『王子と乞食』（脚色・演出・振付）［2023年12月］
- 『まなざし』（脚本）演出：一ノ瀬のり［2024年3月］
- 『青い鳥』（脚色・演出）［2024年5月］
- 『空白』（脚本）演出：有栖未来［2024年5月］
- 第36回池袋演劇祭 みらい館大明賞、CM大会賞 劇・若竹 第5回公演『タイムリミットは夏の終わり』（作・演出）［2024年9月］

## 舞台監督歴
- シアター1010「法廷の銃声」演出：釜紹人 主演：雛形あきこ
- 六行会ホール「虚飾」演出：北原隆
- IMAホール「王子と乞食」演出：木下正庸
- 豊島公会堂「真夏の夜の夢」演出：知久晴美
- 座・プロローグ「法廷の銃声」演出：下村優　主演：新川優愛
- 鳩ヶ谷市民ホール「罠～殺意の一線～」演出：一ノ瀬のり
- 日暮里サニーホール「希望のカノン」演出：木下正庸
- コアいけぶくろ「遠い日の約束」演出：前田真里
- 駒込テアトロ館「大江戸かぷりちお」演出：滝井サトル
- 座・プロローグ「ブンナよ、木からおりてこい」演出：知久晴美

## TV出演
NHK
- 大河ドラマ「八重の桜」
- ドラマ10「サイレント・プア」
- 大河ドラマ「軍師官兵衛」
- 大河ドラマ「真田丸」
- 大河ドラマ「西郷どん」

NHK教育
- 愛の劇場～男と女はトメラレナイ～“通小町”」

NTV
- 「魔女たちの22時」
- 「曲げられない女」
- 「解決!ナイナイアンサー」
- 「○○妻」

TBS
- 「パニックフェイス王4」
- 「爆問パニックフェイス!」
- 「ランキンドラマSHOW　ナンバーワンダー」

CX
- 「幸せって何だっけ」

EX
- 「超「ぷっ」すま　人気者だらけの３時間！秋の大豊作スペシャル！！」
- 「奇跡の地球物語」
- 「テレ朝SMAPバラエティ部」

## 舞台出演
- 新宿コマ劇場・博多座 北島三郎特別公演「伊那の勘太郎」
- 新国立劇場 ｢アイーダ｣新国立劇場10周年記念特別公演
- 東京芸術劇場中ホール「王子と乞食」公爵マイルス・ヘンドン役
- 一ツ橋ホール「銀河鉄道の夜」国語教師役
- 一ツ橋ホール「真夏の夜の夢」ライサンダー役
- みらい座いけぶくろ「明日への詩」清川謙吾役
- 六行会ホール「虚飾」刑事：矢板明男役
- 新国立劇場 中ホール「わが町」ボーイズ役
- テアトロ館「めぐりあい　そして」村瀬健一役
- 新国立劇場「トスカ」
- テアトロ館「罠」氏家清彦役

## CF
リクルート「リクナビ2008・2009」

## VP
日経ビデオ「就職活動の全て」

## イベント
サントリー「ソウルマッコリGUYSコンテスト」　ファイナリスト